# Rio do Sul (gemeente)
Rio do Sul is een gemeente in de Braziliaanse deelstaat Santa Catarina. De gemeente telt 69.188 inwoners (schatting 2017).
De plaats is de zetel van het rooms-katholieke bisdom Rio do Sul.

## Hydrografie
De plaats ligt aan de rivier de Itajaí-açu.

## Aangrenzende gemeenten
De gemeente grenst aan Agronômica, Aurora, Ibirama, Laurentino, Lontras en Presidente Getúlio.

## Verkeer en vervoer
De plaats ligt aan de wegen BR-470 en SC-350.